# Austramphilina elongata
Austramphilina elongata är en plattmaskart som beskrevs av Johnson 1931. Austramphilina elongata ingår i släktet Austramphilina och familjen Schizochoeridae. Inga underarter finns listade i Catalogue of Life.